# فيل تومبسون
فيل تومبسون (بالإنجليزية: Phil Thompson)‏ ، من مواليد 21 يناير 1954 ، لاعب كرة قدم إنجليزي سابق.
لعب مع منتخب إنجلترا لكرة القدم.

## مسيرته الكروية
لعب فيل تومبسون خلال مسيرته الاحترافية مع ناديين في خمسة عشر موسمًا وسجل خلالها 7 أهداف ضمن 377 مباراة. حيث فاز في موسم واحد بالكأس وفي ثمانية مواسم بالدوري.
خاض فيل تومبسون مسيرته مع نادي ليفربول في موسم 1971–72 ليلعب معه ثلاثة عشر موسمًا، مشاركًا في 340 مباراة سجل خلالها 7 أهداف. ثم انتقل إلى نادي شيفيلد يونايتد في موسم 1984–85 ولمدة موسمين، حيث شارك في 37 مباراة ولم يسجل أي هدف.

## روابط خارجية
- فيل تومبسون على موقع IMDb (الإنجليزية)

- فيل تومبسون على موقع الاتحاد الدولي (مؤرشف)  (الإنجليزية)
- فيل تومبسون على موقع الاتحاد الأوربي (الإنجليزية)
- فيل تومبسون على موقع قاعدة بيانات كرة القدم.إي يو (الإنجليزية)
- فيل تومبسون على موقع ناشيونال فوتبول تيمز (الإنجليزية)
- فيل تومبسون على موقع عالم كرة القدم.نت (الإنجليزية)